# Сервій Корнелій Сципіон Сальвідієн Орфіт (консул 110 року)
Сервій Корнелій Сципіон Сальвідієн Орфіт (лат. Servius Cornelius Scipio Salvidienus Orfitus; ? — після 140) — державний діяч часів Римської імперії, консул 110 року.

## Життєпис
Походив з патриціанського роду Корнеліїв, його гілки Сципіонів. Син Сервія Корнелія Сципіона Сальвідієна Орфіта, консула 82 року. Про молоді роки нічого невідомо.
Завдячував кар'єрою приналежністю до впливового роду. Про роки проходження державних щаблів нічого невідомо, але відомо, що він став сенатором за часів імператора Доміціана.
У 110 році став консулом разом з Марком Педуцеєм Присціном. Користувався довірою імператорів Траяна, Адріана, Антоніна Пія. У 138 році призначено міським префектом Риму. На цій посаді перебував до 140 або 142 року. Можливо помер невдовзі після цього.

## Родина
- Сервій Корнелій Сципіон Сальвідієн Орфіт, консул 149 року